# شیرویه پادشاه ایران
شیرویه پادشاه ایران (ایتالیایی: Siroe, Re di Persia) یک اپرا سریا اثر آهنگساز آلمانی‌تبار و انگلیسی؛ جرج فردریک هندل است. این اپرا سریا دوازدهمین یادگار هنری این آهنگساز برای آکادمی اپرای سلطنتی بود که توسط سوپرانو و Faustina Bordoni نوشته شد. اپرای شیرویه پادشاه ایران بر اساس داستانی از متاستازیو ساخته شده‌است. برای این داستان مانند بقیه لیبرتوهای متاستازیو بیش از سی اپرا ساخته‌شده که معروف‌ترین آن‌ها، ساخته آهنگ‌سازانی مانند لئوناردو وینچی، آنتونیو ویوالدی، آنتونیو پورپورا، هندل و یوهان آدولف هاسه، هستند.

## ویدئو در یوتیوب
- ویدئو در یوتیوب